# Priester Arnold
Priester Arnold, geboren um 1130, vermutlich in der Steiermark, war ein österreichischer Dichter. Er ist der Verfasser des frühmittelhochdeutschen Gedichtes Von der Siebenzahl, ein Loblied auf die Gaben des Heiligen Geistes. Der Autor übertrug die sieben Charismen – Weisheit, Einsicht, Rat, Stärke, Erkenntnis, Frömmigkeit und Gottesfurcht – ohne erkennbare Ordnung auf andere Prinzipien, wie die sieben Bitten des Vaterunsers, sieben Siegel der Apokalypse, die sieben Sterne oder die sieben Mondphasen. Die Schrift ist in der Vorauer Handschrift überliefert, geschrieben in bairischen Dialekt und gekennzeichnet mit der Angabe, das sie verfasst sei von einem „Priester der hiez Arnolth“.
Die im Gedicht vorgenommene Auslegung der Zahl Sieben hatte einigen Einfluss auf deren Symbolik im Europa der Neuzeit, so sollen die Redensarten von den Siebensachen darauf zurückgehen.
Priester Arnold oder Arnolt wird teilweise auch als der Verfasser der Julianenlegende benannt, aus der Handschrift mit dem Verfasserhinweis „ewart ... Arnolt“ entnommen. Die Autoren sind jedoch nach der Deutschen Biografie nicht identisch. Das ebenfalls in bairischem Dialekt verfasste Werk wird üblicherweise in die Mitte des 12. Jahrhunderts datiert und ist in der Grazer Handschrift nach 1335 eingetragen. Juliane hat das Martyrium der christlichen Jungfrau Juliana zum Inhalt, die sich zur Zeit des römischen Kaisers Maximinus Daia († 313) weigert, einen heidnischen Statthalter zu heiraten und daraufhin von diesem gefoltert und hingerichtet wird.